# (34164) Anikacheerla
2000 QQ28 (asteroide 34164) é um asteroide da cintura principal. Possui uma excentricidade de 0.11169060 e uma inclinação de 3.98432º.
Este asteroide foi descoberto no dia 24 de agosto de 2000 por LINEAR em Socorro.